# ده سر (فیلم ۲۰۲۳)
ده سر (انگلیسی: Ten-Headed) (به هندی: Pathu Thala) (ده سر اشاره به راوانا دارد) فیلم اکشن نئو-نوآر هندی تامیل-زبان، تولید سال ۲۰۲۳ است که کارگردانی ان را کریشنا بر عهده داشت. این فیلم بازساخته ای از فیلم مخفی (به هندی: Mufti) محصول سال ۲۰۱۷ است. بازیگران اصلی فیلم سیلامباراسان، گوتام کارتیک، پریا بهاوانی شانکار و گوتام واسودو منون هستند. فیلم در روز ۳۰ مارس ۲۰۲۳ اکران گردید و نظرات مثبت منتقدان را دریافت کرد. فیلم ده سر در گیشه فروش به مبلغی بالغ بر ۵۵ کرور دست یافت که یک موفق تجاری برای این فیلم بود.